# Otto Bosler

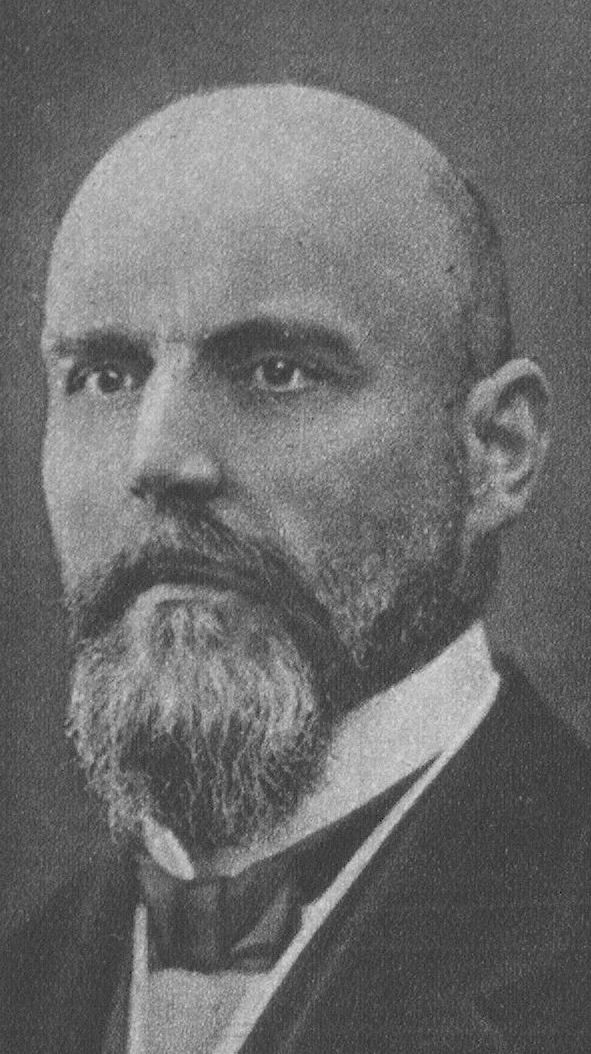
Otto Bosler, um 1924

Otto Bosler (* 26. März 1872 in Stuttgart; † 27. Februar 1950 ebenda) war ein deutscher Gesandter und Ministerialbeamter. 

## Leben
Otto Bosler studierte von 1891 bis 1895 Rechtswissenschaften in Tübingen, Berlin und Leipzig. Er war seit 1891 Mitglied der Studentenverbindung AG Rothenburg Tübingen. 1895 trat er in den Württembergischen Justiz- und Verwaltungsdienst ein. 1896 promovierte er an der Universität Göttingen mit dem Thema Zur Unterscheidung von Raub und Erpressung.
Im Württembergischen Finanzministerium wurde er 1912 Ministerialrat und war von 1914 bis 1918 als Kriegsgerichtsrat eingesetzt, bevor er als Ministerialdirektor wieder an das Württembergischen Finanzministerium zurückkehrte. 1919 wurde er Präsident des Landesfinanzamtes Württemberg in Stuttgart.
1924 wurde er in der Dienststellung eines Staatsrates stimmführender stellvertretender Bevollmächtigter Württembergs zum Reichsrat und blieb dies bis zur Auflösung des Reichsrates 1934. Ebenso war er von 1924 bis zur Auflösung der Gesandtschaft 1933 war er württembergischer Gesandter bei der Reichsregierung. Er war bis 1931 auch Gesandter bei der preußischen und sächsischen Staatsregierung. Ab 1934 war er Leiter der Vertretung Württembergs in Berlin und blieb dies bis 1937.
Er war von 1922 bis 1945 Syndikus des Stuttgarter und württembergischen Bäckerhandwerks. Nach dem Krieg wurde er am 30. Mai 1945 durch Arnulf Klett, unter Beurlaubung aus seiner Tätigkeit als Syndikus, zum Beauftragten für Ernährungssicherung und Landwirtschaft berufen. Anfang Juli 1945 wurde er Ernährungsreferent und Leiter des Ernährungsamtes. Im Juli 1946 scheiterte seine Kandidatur für das Amt des Wirtschaftsdezernent, aber er blieb bis zu seinem Tod 1950 Leiter des Ernährungsamtes.
Bosler war u. a. im Aufsichtsrat der Süddeutschen Zucker-Aktiengesellschaft. 1949 wurde er auch Mitglied im Aufsichtsrat der Stuttgarter Straßenbahn AG.